# 丹尼爾森 (康乃狄克州)
丹尼爾森（英語：Danielson）是位於美國康乃狄克州溫德姆縣的一個自治市。

## 人口
根據2020年美國人口普查的數據，丹尼爾森的面積為3.00平方千米，當中陸地面積為2.83平方千米，而水域面積為0.17平方千米。當地共有人口4155人，而人口密度為每平方千米1,385人。